# 572 (číslo)
Pět set sedmdesát dva je přirozené číslo. Následuje po čísle pět set sedmdesát jedna a předchází číslu pět set sedmdesát tři. Římskými číslicemi se zapisuje DLXXII a řeckými číslicemi φοβ.

## Matematika
572 je:
- Abundantní číslo
- Složené číslo
- Nešťastné číslo

## Astronomie
- (572) Rebekka je planetka hlavního pásu, kterou objevil v roce 1905 Paul Götz

## Roky
- 572
- 572 př. n. l.